# Charles Martinet
Charles Martinet (født September 17, 1955, i San Jose, Californien) er en amerikansk stemmeskuespiller. Han er bedst kendt som manden der lægger stemme til Nintendo's spilhelt Mario. Charles Martinet lægger også stemme til Nintendo-figurerne Luigi, Wario, Waluigi, Baby Mario, Baby Luigi, Toadsworth etc. Han lagde også stemme til dragen Paarthurnax i The Elder Scrolls V: Skyrim.